# Elias Loomis
Elias Loomis (Willington, Connecticut, 7 de agosto de 1811 – New Haven, 15 de agosto de 1889) foi um matemático, meteorologista e astrônomo estadunidense.
Em 1826 matriculou-se como aluno na Universidade Yale onde graduou-se em 1830. Após passagens na Mount Hope Academy e no Andover Theological Seminary, começou a tarbalhar em Yale em 1833 como tutor. Em 1835 assumiu o cargo de professor no Western Reserve College em Hudson, Ohio. De lá foi para a Universidade de Nova Iorque como professor de matemática em 1844. Em 1860 voltou para Yale.

Observatório Loomis, completado em 1838, é o mais antigo observatório nos Estados Unidos ainda em seu local original.

Loomis trabalhou com astronomia, matemática, física e meteorologia. Usou a telegrafia elétrica para estudar as diferenças de longitude entre Nova Iorque e outras cidades. Em 1842 desenhou pela primeira vez um mapa meteorológico de uma tempestade que atingiu o leste dos Estados Unidos em 1836. Publicou vários livros, que foram vendidos em grande número e também traduzidos para muitas outras línguas. Em 1845 foi eleito para a Academia de Artes e Ciências dos Estados Unidos, em 1873 para a Academia Nacional de Ciências dos Estados Unidos. Ao morrer em 1889 deixou US$ 300 000, o maior legado que a Universidade de Yale já havia recebido até então.

## Obras
- A Collection of Algebraic Problems and Examples, for the Use of Colleges and High Schools in: Examinations and Class Instruction, Harper & Brothers, New York 1878.
- Elements of Algebra, Designed for the Use of Beginners, Harper & Brothers, New York 1851.
- Elements of Analytical Geometry, and of the Differential and Integral Calculus, Harper & Brothers, New York 1851.
- Elements of Arithmetic, Designed for Children, Harper & Brothers, New York 1863.
- Elements of Astronomy, Designed for Academies and High Schools, Harper & Brothers, New York 1869.
- Elements of Geometry, Conic Sections, and Plane Trigonometry, Harper & Brothers, New York 1847.
- Elements of Natural Philosophy, Designed for Academies and High Schools, Harper & Brothers, New York 1858.
- Elements of Plane and Spherical Trigonometry, With Their Applications to Mensuration, Surveying, and Navigation Trigonometry And Tables, Harper & Brothers, New York 1848.
- Introduction to Practical Astronomy, Harper & Brothers, New York 1855.
- Recent Progress of Astronomy, Especially in the United States, Harper & Brothers, New York 1850; reprint, ed. I. B. Cohen, Arno Press, New York 1980.
- Tables of Logarithms of Numbers … Sines … Tangents for Every Ten Seconds … With Other Useful Tables Trigonometry And Tables, Harper & Brothers, New York 1848.
- Treatise on Algebra, Harper & Brothers, New York 1846.
- Treatise on Arithmetic, Theoretical and Practical, Harper & Brothers, New York 1860.
- Treatise on Astronomy, Designed for Colleges and Scientific Schools, Harper & Brothers, New York 1868.
- Treatise on Meteorology Harper & Brothers, New York 1868.
- Natural Philosophy, 1858.